# Christian Drewsen

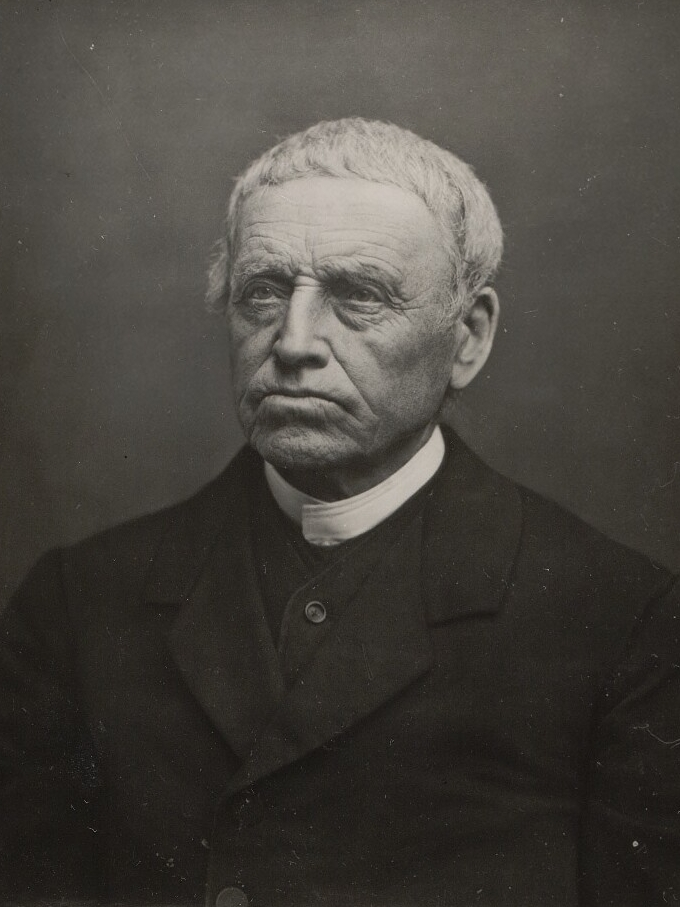
Christian Drewsen

Christian Drewsen (ur. 30 sierpnia 1799 w Kopenhadze, zm. 2 czerwca 1896 w Kopenhadze), duński producent papieru i kolekcjoner owadów.
Ojciec Christiana, Johan Christian Drewsen (1777–1851), był duńskim agronomem i politykiem. Młodszy brat Michael Drewsen, politykiem.